# Ilse-Margret Vogel
Ilse-Margret Vogel (* 5. Juni 1914 in Sibyllenort; † 7. Oktober 2001 in Bangall, New York) war eine deutsch-amerikanische Autorin.
Sie schrieb vornehmlich Kinder- und Jugendbücher. Vermutlich ist sie aber vor allem durch ihre persönlichen Erlebnisse in den Jahren 1944–1945 in Berlin bekannt, die sie unter dem Titel Bad Times, Good Friends – A Personal Memoire veröffentlichte. Hierin beschreibt sie, wie sie mit einer kleinen Gruppe von Künstlern und anderen Personen, alles Anti-Nazis, die letzten beiden Kriegsjahre übersteht. Sie beschreibt, wie sie Oskar Haupt, das ist Oskar Huth, und später auch Heinz Trökes kennenlernt und wie sie untergetauchten Personen mit falschen Dokumenten, zum Beispiel gefälschten Reisebuttermarken von Oskar Huth hilft.
1950 emigrierte sie in die USA und heiratete dort den Künstler, Kinderbuchillustrator und Autor Hayward Knotts.
2001 wurde ein Dokudrama mit dem Titel Daybrake, Berlin nach den Lebenserinnerungen von Ilse-Margret Vogel von der Regisseurin Laura Bialis, L.A. USA, veröffentlicht.